# Aasbloem
Aasbloemen zijn bloemplanten waarvan de bloemen of de bloeiwijzen een geur van rottend vlees verspreiden. De geur heeft een rol in de bestuiving doordat het insecten als aaskevers (familie Silphidae) en vleesvliegen (familie Sarcophagidae) lokt. Aasbloemen behoren tot verschillende soorten, geslachten en families, maar komen overeen in hun bestuivingsstrategie.
Amorphophallus is een geslacht van bloemplanten uit de aronskelkfamilie. Enkele soorten, zoals de reuzenaronskelk (Amorphophallus titanum) en Amorphophallus gigas verspreiden een geur van aas; andere soorten kunnen een meer aangename geur verspreiden.
Rafflesia is een geslacht van parasitaire bloemplanten uit de familie Rafflesiaceae. Het geslacht is bekend om zijn bloemen, die behoren tot de grootste solitaire bloemen. Een voorbeeld is Rafflesia arnoldii.
Stapelia is een geslacht van ongeveer veertig soorten bloemplanten uit de maagdenpalmfamilie (Apocynaceae). De bloemen produceren de geur van rottend vlees. Ook de kleur en de tekening van de bloembladen helpen bij het lokken van insecten. Enkele soorten worden als kamerplant gehouden.